# Cá nhụ bốn râu Đông Á
Cá nhụ bốn râu Đông Á (danh pháp hai phần: Eleutheronema rhadinum) là loài cá thuộc họ Cá vây tua (Polynemidae).

## Đặc điểm
Vây lưng 9; tia vây lưng mềm 13-15. Vây hậu môn 3; tia vây hậu môn mềm 14-16. Tua ngực 4; các màng vây có màu đen. Xương lá mía với các tấm răng sớm rụng ở cả hai phía. Phần sau của hàm trên sâu, chiếm 3% chiều dài chuẩn. Phần mở rộng tấm răng ngắn vào mặt bên của hàm dưới, chiếm 8-9% chiều dài chuẩn.
Loài này có chiều dài tối đa khoảng 74 cm.
Cá nhụ bốn râu Đông Á sống trong vùng đáy nông nhiều bùn với môi trường nước mặn hay nước lợ ven biển ở độ sâu 5-8m, trong khu vực nhiệt đới với tọa độ khoảng 15° vĩ bắc - 42° vĩ bắc, 105° kinh đông - 142° kinh đông, trong khu vực tây bắc Thái Bình Dương, theo Fish Base chỉ có tại Nhật Bản, Trung Quốc, Đài Loan và Việt Nam, nhưng không có ở vùng nước ven các đảo khác trên đại dương.